# Gibson S1
Pour les articles homonymes, voir S1.
 (février 2025).
Si vous disposez d'ouvrages ou d'articles de référence ou si vous connaissez des sites web de qualité traitant du thème abordé ici, merci de compléter l'article en donnant les références utiles à sa vérifiabilité et en les liant à la section « Notes et références ».

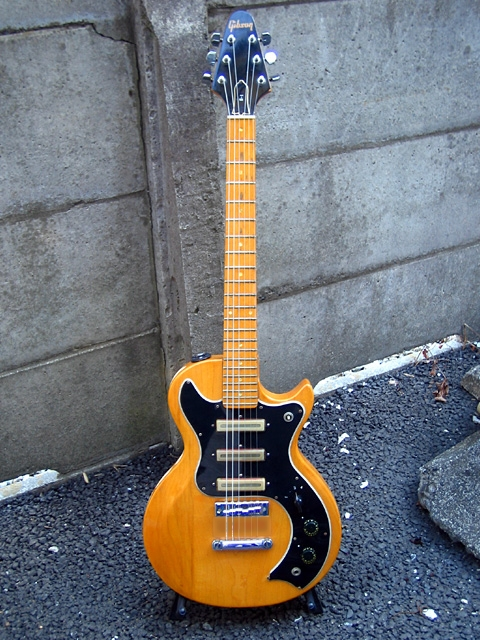
Une Gibson S1.

La Gibson S1 est une guitare électrique à micros simple bobinage, produite par la société Gibson dans les années 1970.
Lancée en 1975 pour surfer sur le succès relatif de la Gibson Marauder, la S1 est conçue comme une guitare d'entrée de gamme, destinée à concurrencer les modèles Fender. Elle a été popularisée par Ron Wood, guitariste des Rolling Stones.
Le corps de type Les Paul est généralement en érable, parfois en acajou, et le manche est vissé, contrairement à l'habitude chez Gibson. La touche est tantôt en érable, tantôt en palissandre. Un « Tune o'matic », classique chez Gibson, tient lieu de chevalet. Une large plaque de protection en plastique, qui sert de support à toute l'électronique, recouvre une bonne partie du corps.
La S1 est équipée de trois micros simple bobinage et d'un sélecteur à quatre positions conçu pour donner accès à toutes les combinaisons de humbuckers possibles, y compris les trois micros ensemble et deux hors-phase. Un sélecteur deux positions qui permet de passer directement sur le micro aigu complète le dispositif. En 1978, l'électronique est modifiée. Un contrôle de volume et un de tonalité sont également intégrés à l'ensemble.
Comme sa sœur la Gibson Marauder, la S1 n'a connu qu'un succès mitigé. Son caractère d'entrée de gamme et son son trop typé Fender ne lui permirent pas d'obtenir un franc succès, même si un peu plus de 3 000 exemplaires furent vendus au cours de ses quatre années de production.